# مناولة أرضية للطائرات
المناولة الأرضية للطائرات تعني خدمة طائرة بينما هي على الأرض وعادة عندما تكون متوقفة في بوابة محطة من مطار.

## نظرة عامة

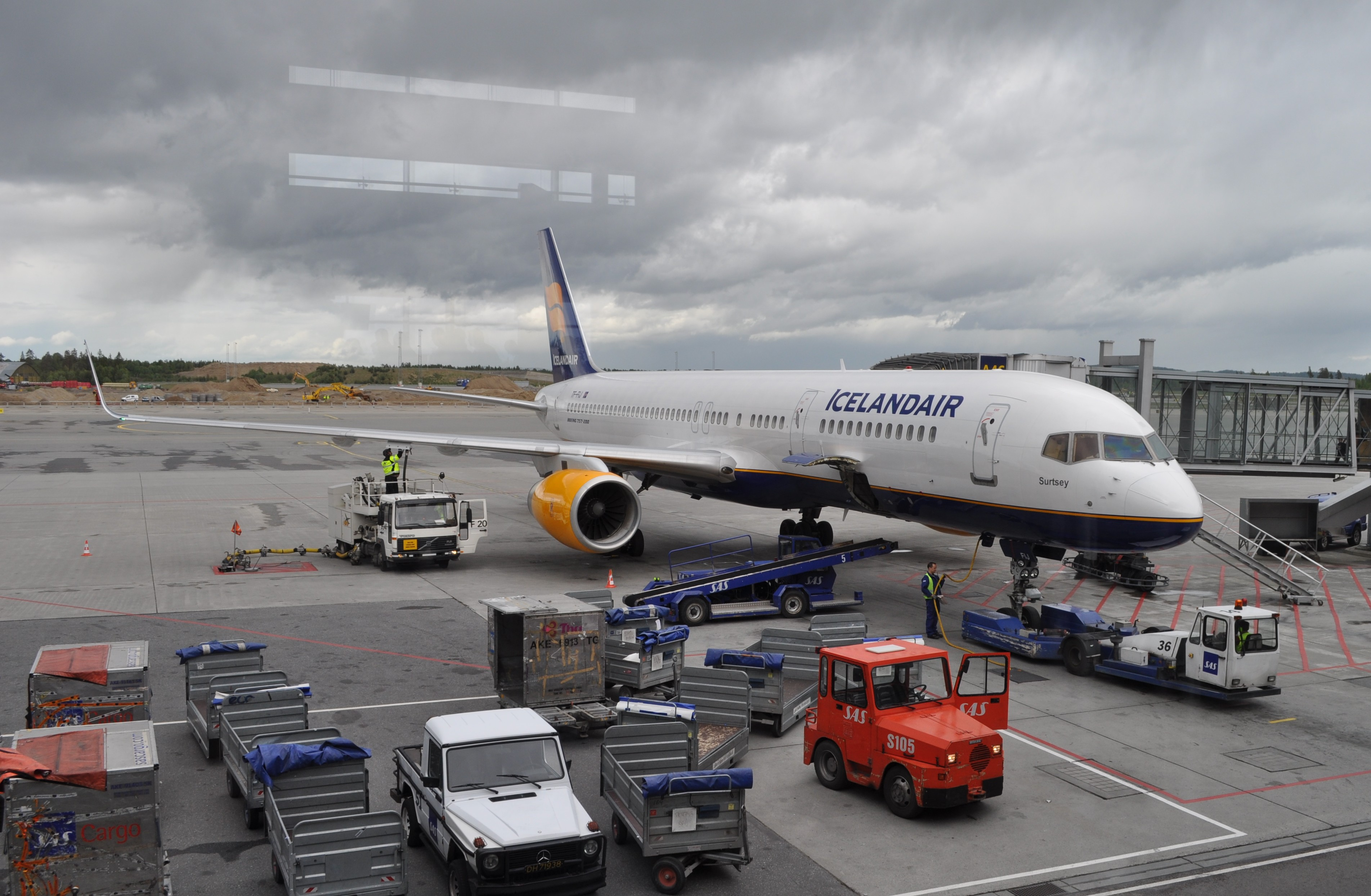
Icelandair الطائرة التي تخدمها شركة طيران أخرى; SAS at مطار أوسلو-غاردرموين

عادة توقع شركات الطيران اتفاقية مع شركة المناولة الأرضية أو عملاء المناولة الأرضية المرتبطين باتحاد النقل الجوي الدولي، وتضم العديد من الخدمات منذ وصول الطائرة حتى مغادرتها·
و تضم:

### خدمات المقصورة
و هي خدمة ضرورية للاعتناء بالمقصورة وتجهيزها وجعلها مريحة للركاب، كذلك تنظيفها وتزويدها بالحاجيات كالمناشف وأدوات الأكل ومجلات للقراءة وغيرها·

### تموين الطائرة
التموين يضم تحميل المأكولات والحاجيات الضرورية والمشروبات و استبادل المأكولات القديمة في الرحلة السابقة بأخرى جديدة·
هناك شركات تملك خدمات تموين خاصة بها وأخرى تعتمد على شركات تموين خاصة.

### خدمات موقف الطائرة
تضم:
- طاقم خاص بإرشاد الطائرات القادمة والمغادرة
- جر الطائرة
- تنظيف مخلفات المراحيض
- تبديل المياه أو تزويدها بمياه جديدة
- المكيفات
- تزويد بالوقود
- مراقبة الطائرة
- إزالة الجليد
- و غيرها [1]

## روابط خارجية
- International Air Transport Association، IATA Ground Handling Council، International Air Transport Association، مؤرشف من الأصل في 2017-06-05
- Ground Handling International، مؤرشف من الأصل في 2014-03-01
- ISO 9001:2008—Quality management systems